# Alyxia cylindrocarpa
Alyxia cylindrocarpa är en oleanderväxtart som beskrevs av André Guillaumin. Alyxia cylindrocarpa ingår i släktet Alyxia och familjen oleanderväxter. Inga underarter finns listade i Catalogue of Life.